# Heilbron
Heilbron este un oraș din Africa de Sud.